# Calaf
Calaf est une commune de la province de Barcelone, en Catalogne, en Espagne, de la comarque d'Anoia

## Histoire
Combat de Calaf, le 25 juillet 1823 lors du siège de Barcelone durant l'expédition d'Espagne.

## Jumelage
Soual (France) depuis le 28 avril 2007